# جون يورك
جون يورك (بالإنجليزية: John York)‏ هو كاتب أغاني وموسيقي ومغني أمريكي، ولد في 3 أغسطس 1946 في وايت بلينس في الولايات المتحدة.

## وصلات خارجية
- الموقع الرسمي
- جون يورك على موقع ميوزك برينز (الإنجليزية)
- جون يورك على موقع ديسكوغز (الإنجليزية)